# نایجرا (داکوتای شمالی)
نایجرا(به انگلیسی: Niagara) شهری در ایالت داکوتای شمالی کشور ایالات متحده آمریکا است که جمعیت آن در سرشماری سال ۲۰۱۰ میلادی، ۵۳ نفر بوده‌است.